# Collin O'Neal
Pour les articles homonymes, voir O'Neal.
Collin O'Neal est un acteur et réalisateur américain de films pornographiques homosexuels.

## Biographie
En tant qu'acteur, il s'est fait remarquer et a reçu deux prix. Comme réalisateur, il est connu pour sa série de films World of Men, dont le volet Lebanon a été récompensé.
Il a ensuite abandonné la pornographie pour se consacrer à une carrière d'enseignant vacataire sous son vrai nom. Quand sa carrière dans la pornographie a été révélée, il a été suspendu des établissements où il enseignait en janvier 2011, et son certificat d'enseignement a été révoqué en avril 2011. En février 2012, la Commission de pratiques éducatives de Floride est revenue sur cette décision, l'autorisant à retourner travailler. Il peut également postuler à un poste fixe.

## Vidéographie choisie
Comme acteur
- 2003 : Mo' Bubble Butt de Steven Scarborough
- 2003 : Skuff II: Downright Filthy de Steven Scarborough
- 2004 : In Bed with de Chi Chi LaRue
- 2005 : Through the Woods de Chi Chi LaRue
- 2007 : Mirage de Chris Ward

Comme réalisateur
Série Collin O'Neal's World of Men
- 2006 : São Paulo
- 2006 : London
- 2006 : Lebanon
- 2007 : Miami
- 2007 : Spain
- 2007 : Santo Domingo
- 2007 : Edinburgh
- 2008 : East Berlin
- 2009 : Turkey

## Récompenses
- Grabby Awards 2007 : meilleur performeur[3]
- Cybersocket Web Awards 2009 : meilleur site d'une porn star[4]